# Myoung Bok-hee
Dans ce nom coréen, le nom de famille,  Myoung , précède le nom personnel.
Myoung Bok-hee, née le 29 janvier 1979, est une handballeuse internationale sud-coréenne. 
Avec l'équipe de Corée du Sud, elle participe aux jeux olympiques de 2004 où elle remporte une médaille d'argent.
De 2007 à 2009, elle évolue dans le club de Hypo Niederösterreich où elle joue aux côtés de sa compatriote Oh Seong-ok. Elle atteint la finale de la Ligue des champions en 2008.

## Palmarès
- Jeux olympiques d'été
  -  aux jeux Olympiques de 2004 à Athènes,  Grèce